# 1979 في جمهورية أيرلندا
فيما يلي قوائم الأحداث التي وقعت خلال عام 1979 في جمهورية أيرلندا.

## سياسة

### تعيين في المنصب
- 7 ديسمبر – تشارلز هوهي زعيم  فيانا فايل [الإنجليزية]‏،تاوسيتش.
- 12 ديسمبر – ألبرت رينولدز Minister for Posts and Telegraphs [الإنجليزية]‏.
- 12 ديسمبر – بادريج فولكنر وزير الدفاع [الإنجليزية]‏.
- 12 ديسمبر – مايكل كينيدي وزير المالية [الإنجليزية]‏، وزير السياحة والثقافة والفنون وجايلتاخت والرياضة والإعلام [الإنجليزية]‏.

### انتهاء فترة المنصب
- 7 ديسمبر – جاك لينش زعيم  فيانا فايل [الإنجليزية]‏،تاوسيتش.
- 11 ديسمبر – تشارلز هوهي وزير الصحة [الإنجليزية]‏،Minister for Social Protection [الإنجليزية]‏.
- 11 ديسمبر – مايكل كينيدي وزير الخارجية والتجارة [الإنجليزية]‏.

## رياضة
- 1 يناير – بطولة العالم للعدو الريفي 1979

## مواليد

### يناير
- 18 يناير – ليو فرادكار

### فبراير
- 5 فبراير – كيلي ليجن لاعبة كرة مضرب أيرلندية.
- 7 فبراير – فرانسي باريت ملاكم أيرلندي.

### مارس
- 2 مارس – داميين داف لاعب كرة قدم أيرلندي.

### سبتمبر
- 21 سبتمبر – ريتشارد دان لاعب كرة قدم أيرلندي.

### أكتوبر
- 4 أكتوبر – كاترينا بالف
- 9 أكتوبر – كريس أوداود ممثل أيرلندي.
- 10 أكتوبر – كارولين ريان متسابقة دراجات أيرلندية.

### ديسمبر
- 20 ديسمبر – ديفيد فورد لاعب كرة قدم أيرلندي.

## وفيات

### مايو
- 26 مايو – جورج برنت (مواليد 1899)